# لشکر ۶۴ پیاده کاتانزارو
لشکر ۶۴ پیاده کاتانزارو (ایتالیایی: 64ª Divisione di fanteria "Catanzaro") لشکر پیاده‌نظام ارتش سلطنتی ایتالیا بود، که در سال ۱۹۴۰ تأسیس شد و در سال ۱۹۴۱ منحل گردید.
لشکر ۶۴ پیاده یک لشکر پیاده نظام ارتش سلطنتی ایتالیا در طول جنگ جهانی دوم بود. این لشکر در ۳ ژوئن ۱۹۴۰ فعال شد و به نام شهر کاتانزارو در جنوب ایتالیا نامگذاری شد. انبارهای هنگ این لشکر در سرزمین اصلی ایتالیا در کالابریا قرار داشت و با سایر لشکرهای استخدام کننده در منطقه مشترک بود. این لشکر به عنوان یک لشکر قابل حمل با خودرو طبقه‌بندی می‌شد، به این معنی که مقداری حمل و نقل موتوری داشت، اما نه به اندازه‌ای که بتواند کل لشکر را به طور همزمان جابجا کند. این لشکر در حمله ایتالیا به مصر شرکت کرد و در ۵ ژانویه ۱۹۴۱ در طول نبرد باردیا نابود شد.